# رود آمپوریماک
رود آمپوریماک (به اسپانیایی: Río Apurímac) یک رود در کشور پرو است.
این رود که از کوه‌های نوادو میسمی در جنوب پرو سرچشمه می‌گیرد پس از طی ۸۵۰ کیلومتر به رود انه می‌ریزد.

## نگارخانه

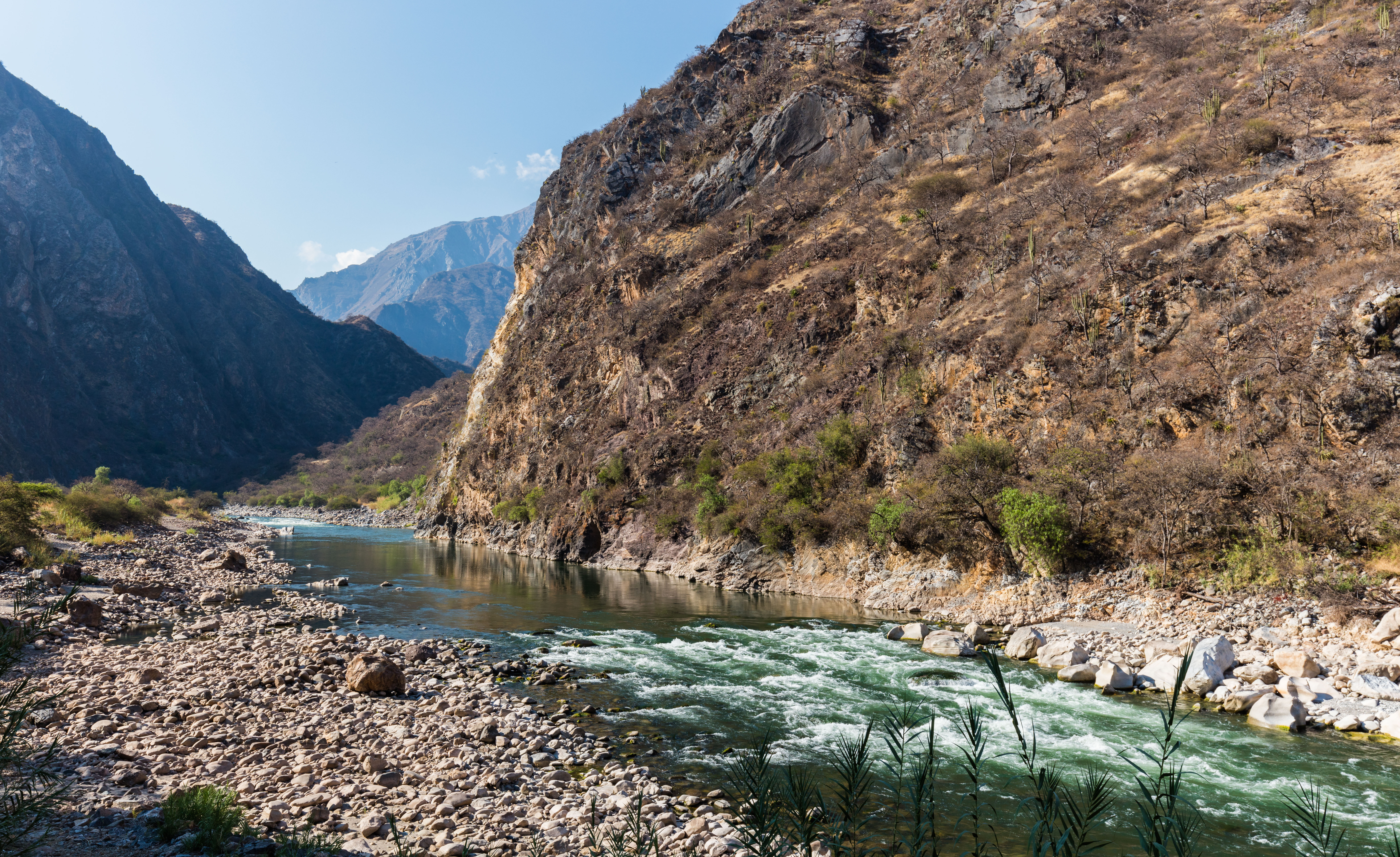
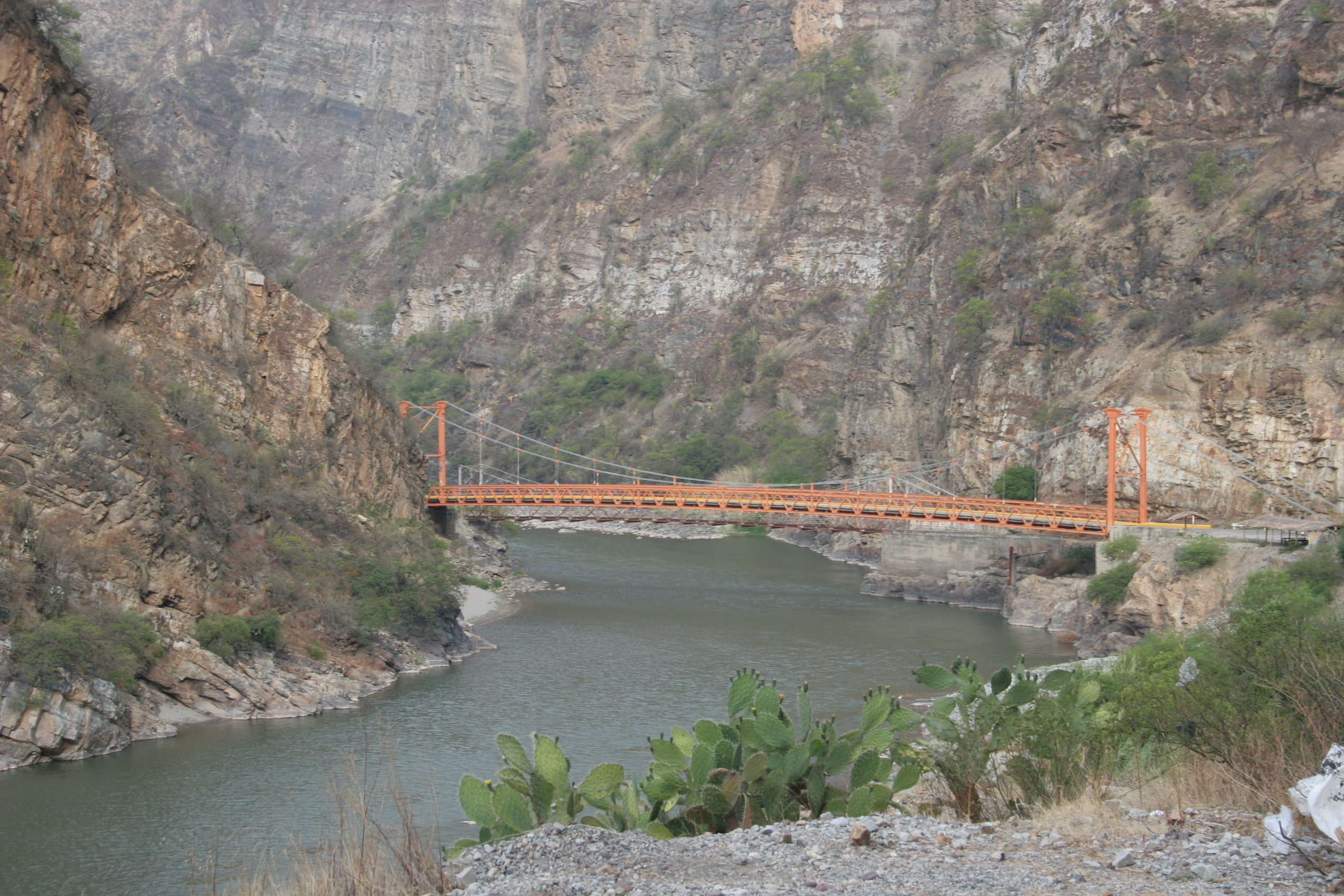
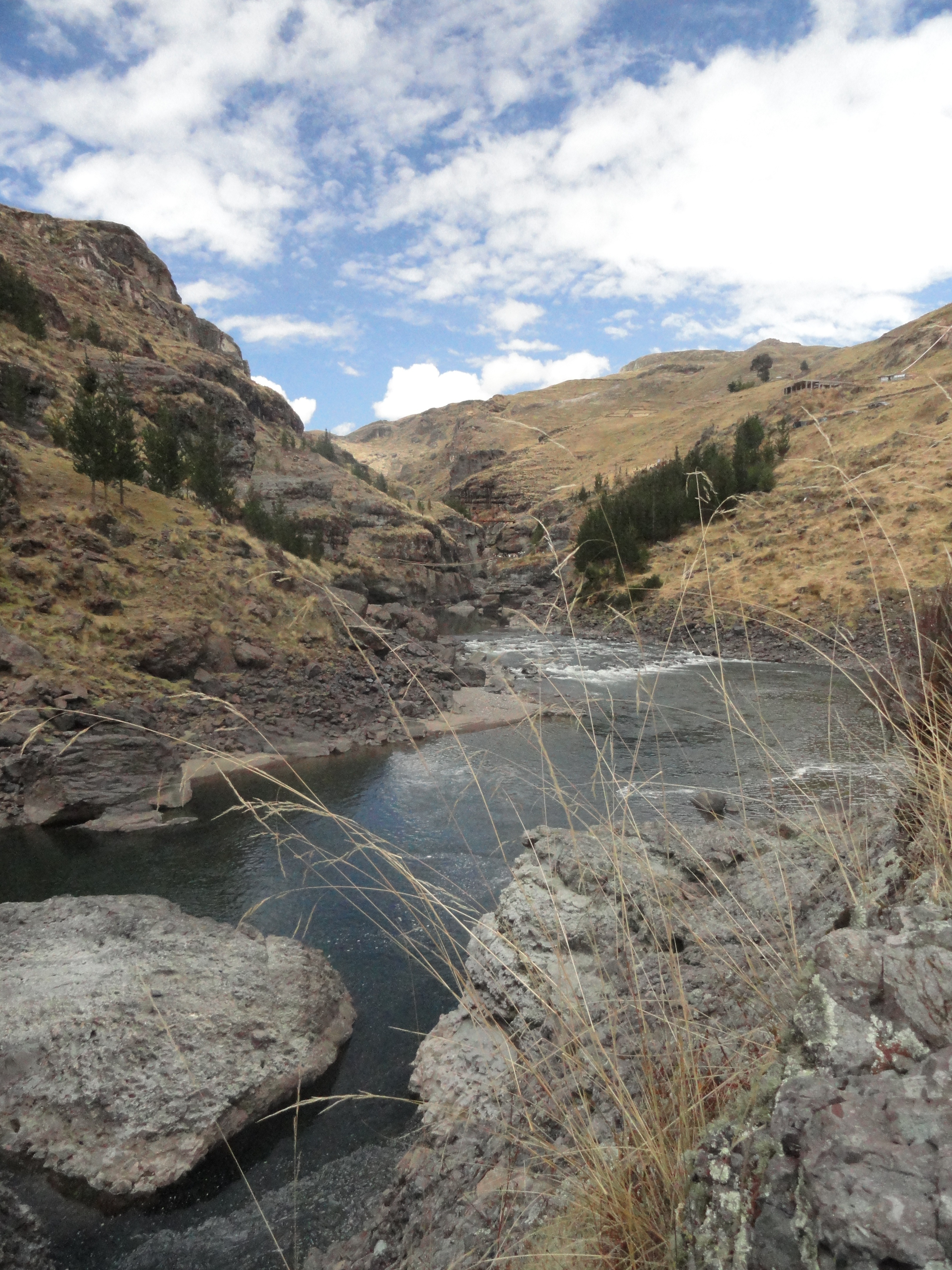
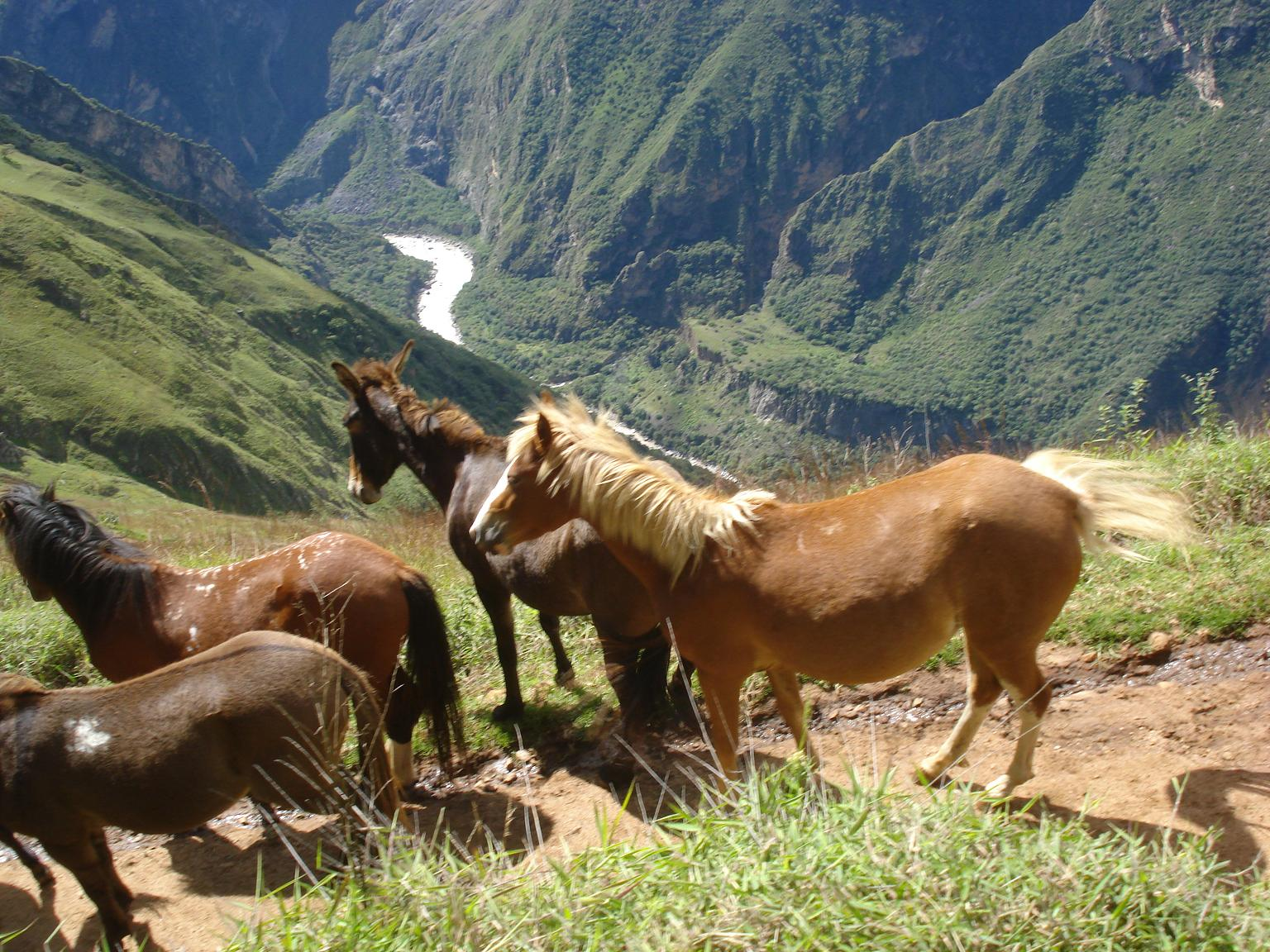
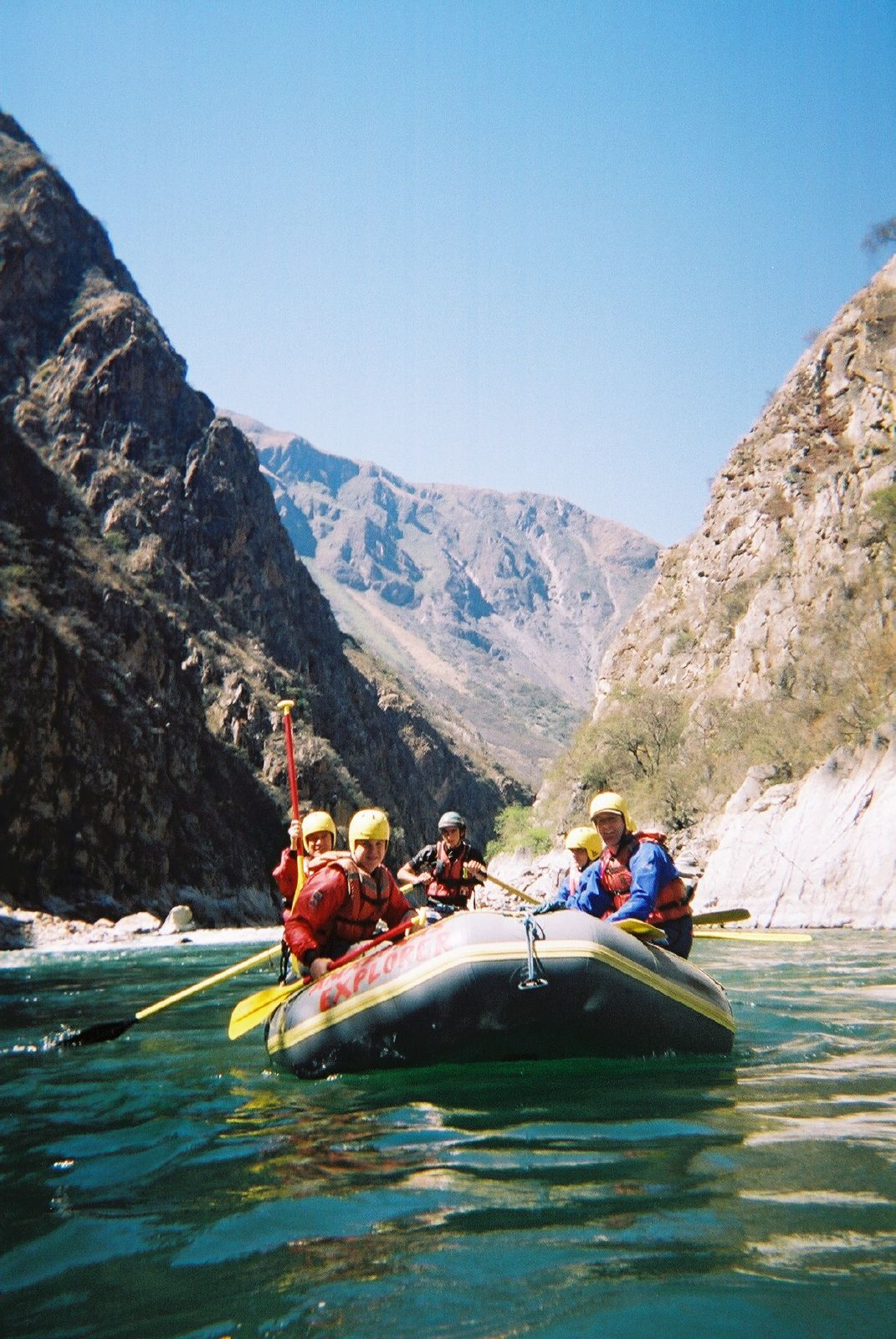